# Draft NFL 1955
Il Draft NFL 1955 si è tenuto dal 27 al 28 gennaio 1955.

## Primo giro
|  | = Pro Bowler |  | = Hall of Famer |

| Scelta | Squadra             | Giocatore         | Ruolo       | College      |
| ------ | ------------------- | ----------------- | ----------- | ------------ |
| 1      | Baltimore Colts     | George Shaw       | Quarterback | Oregon       |
| 2      | Chicago Cardinals   | Max Boydston      | End         | Oklahoma     |
| 3      | Baltimore Colts     | Alan Ameche       | Fullback    | Wisconsin    |
| 4      | Washington Redskins | Ralph Guglielmi   | Quarterback | Notre Dame   |
| 5      | Green Bay Packers   | Tom Bettis        | Guardia     | Purdue       |
| 6      | Pittsburgh Steelers | Frank Varrichione | Tackle      | Notre Dame   |
| 7      | Los Angeles Rams    | Larry Morris      | Centro      | Georgia Tech |
| 8      | New York Giants     | Joe Heap          | Halfback    | Notre Dame   |
| 9      | Philadelphia Eagles | Dick Bielski      | Fullback    | Maryland     |
| 10     | San Francisco 49ers | Dickey Moegle     | Halfback    | Rice         |
| 11     | Chicago Bears       | Ron Drzewiecki    | Halfback    | Marquette    |
| 12     | Detroit Lions       | Dave Middleton    | Halfback    | Auburn       |
| 13     | Cleveland Browns    | Kurt Burris       | Centro      | Oklahoma     |

## Hall of Fame
All'annata 2013, un giocatore della classe del Draft 1955 è stato inserito nella Pro Football Hall of Fame:
- Johnny Unitas, Quarterback dalla University of Louisville scelto nel nono giro (102º assoluto) dai Pittsburgh Steelers.

Induzione: Professional Football Hall of Fame, classe del 1979.